# 八草インターチェンジ
八草インターチェンジ（やくさインターチェンジ）は、愛知県豊田市八草町にある猿投グリーンロードのインターチェンジである。
有料道路区間の終点であるが、隣の八草東ICまでは料金所を経由しないため無料で通行できる。

## 接続する道路
- 愛知県道6号力石名古屋線
- 国道155号
- 国道248号

## 周辺
当インターは、瀬戸市との境界のすぐ近くにある。
- モリコロパーク
- 知の拠点あいち
- 愛知環状鉄道・愛知環状鉄道線 / 愛知高速交通東部丘陵線（リニモ） 八草駅

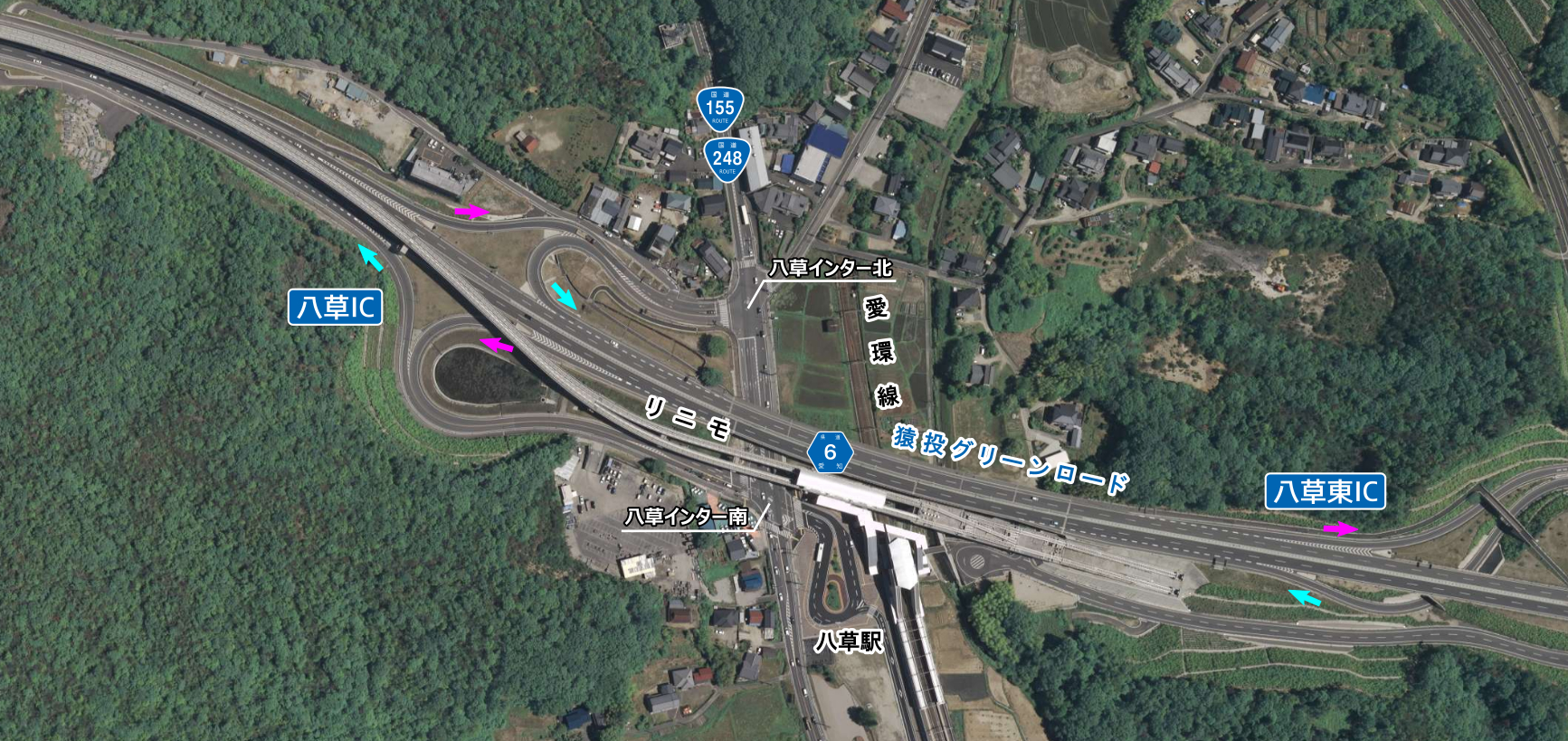
帰属：国土交通省「国土画像情報（カラー空中写真）」配布元：国土地理院地図・空中写真閲覧サービス

## 隣のインターチェンジ
猿投グリーンロード
八草IC - 八草東IC